# Giselda
Giselda  è un nome proprio di persona italiano femminile.

## Varianti
- Maschili: Giseldo[1]

## Origine e diffusione
Nella stragrande maggioranza dei casi, Giselda è semplicemente una variante del nome Gisella; meno frequentemente, può anche rappresentare una continuazione dell'antico e raro nome germanico Giselhilda, composto da gisil ("freccia", "lancia") e hildjo ("battaglia").
In parte, la diffusione di questo nome nell'Ottocento (altrimenti privo di una tradizione storica o agiografica) poteva avere motivazioni patriottiche, richiamando il personaggio così chiamato che appare nell'opera di Giuseppe Verdi I Lombardi alla prima crociata. È registrata anche una forma maschile del nome, la cui diffusione però è estremamente ridotta (se ne contava una cinquantina di casi, secondo dati pubblicati negli anni 1970, contro circa diecimila occorrenze del femminile).

## Onomastico
Il nome è adespota, ossia privo di santa patrona; l'onomastico si può festeggiare eventualmente il 1º novembre, in occasione di Ognissanti.

## Persone
- Giselda Castrini, attrice italiana
- Giselda Volodi, attrice italiana
- Giselda Zamoyska, principessa polacca